# 十八硼烷(22)
十八硼烷(22)是一种无机化合物，化学式为B18H22，是可燃的无色固体。

## 合成与反应
它可由B20H182−的氧化降解或B9H12−的氧化偶合制得。
它经碘/三氯化铝或NCS/氯化氢进行单卤代后，可以得到4-碘或7-氯衍生物，它们具有光致发光性质。

## 结构
十八硼烷⟮22⟯存在两种异构体，具有B9H11多面体子单元，每个子单元有类似癸硼烷的形式，并共享B–B边。它是第一个被发现的有多种异构体的硼烷。